# Talsi (novads)
Talsi (łot.: Talsu novads) – jeden z łotewskich novadsów, funkcjonujący od 2021.
W skład novadsu wchodzą: 
- miasta: Sabile, Stende, Talsi, Valdemārpils
- pagastsy: Abava, Ārlava, Balgale, Dundaga, Ģibuļi, Īve, Kolka, Ķūļciems, Laidze, Lauciene, Lībagi, Lube, Mērsrags, Roja, Strazde, Valdgale, Vandzene, Virbi

## Historia
Novads powstało podczas reformy administracyjnej w 2021, z połączenia dotychczasowych novadsów: Dundaga, Mērsrags, Roja i Talsi.